# Alexander Jurjewitsch Enbert
Alexander Jurjewitsch Enbert (russisch Александр Юрьевич Энберт; * 17. April 1989 in Leningrad) ist ein russischer Eiskunstläufer, der im Paarlauf startet. Er wurde mit seiner Partnerin Natalja Sabijako sowohl Dritter der WM 2019 als auch Zweiter des olympischen Teamwettbewerbs 2018.

## Biographie

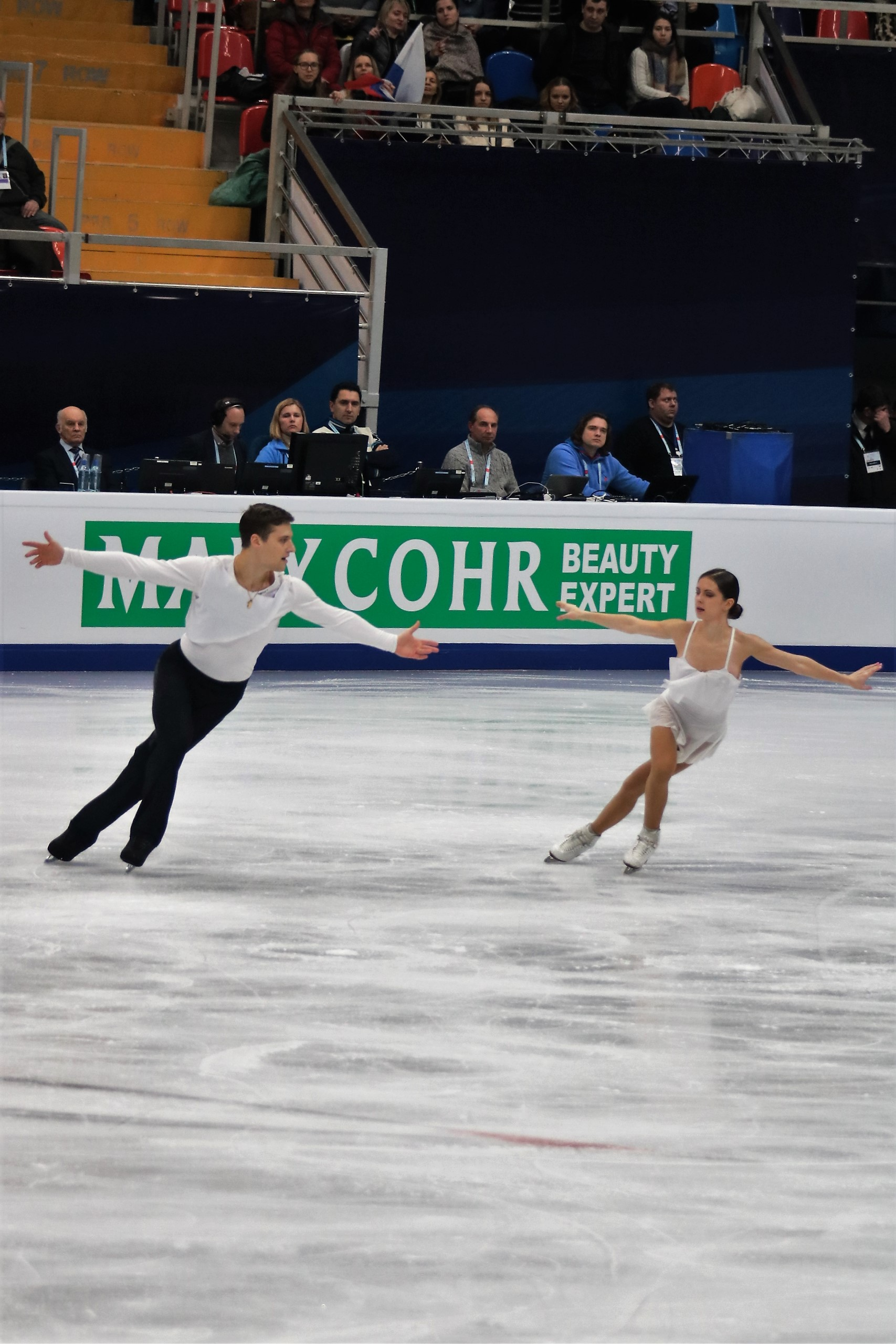
Enbert und Sabijako bei der EM 2018.

Enbert begann im Alter von sieben Jahren mit dem Eiskunstlaufen. Mit 16 Jahren trat er erstmals bei einem internationalen Wettkampf mit seiner Partnerin Viktoria Kazantseva in Erscheinung, sie beendeten die Junioren-WM als 12. In den folgenden Jahren nahm er mit verschiedenen Partnerinnen auch an Grand Prix teil und konnte dort vierte und fünfte Plätze einfahren. Gemeinsam mit Xenija Oserowa gewann er 2009 unter anderem die Silbermedaille bei der Winter-Universiade und nahm an seiner ersten WM teil. Zudem schrammte er zusammen mit Katarina Gerboldt zwei Jahre später nur knapp am Podium der EM vorbei.
Zu Beginn der Saison 2015/16 wurde offiziell bekannt gegeben, dass er fortan mit Natalja Sabijako läuft, nachdem sie die Freigabe des estnischen Verbands zum Nationenwechsel erhalten hatte. Sie starteten zunächst vorwiegend in der ISU-Challenger-Serie und konnten dort gleich in ihrer ersten Saison einen Podestplatz erringen. In der folgenden Saison erreichten sie ihren ersten Podestplatz bei einem Grand Prix, als sie sich beim Rostelcom Cup hinter Aljona Savchenko und Bruno Massot auf Rang zwei klassieren konnten.
Nachdem sie 2018 bei den Olympischen Spielen Silber im Teamevent und bei der EM mit dem 3. Rang ihre ersten Medaillen bei Großereignissen gewinnen konnten, gewannen sie bei der WM 2019 ebenfalls die Bronzemedaille.
Zu Beginn der Saison 2019/20 gab das Paar aufgrund einer Verletzung Enberts eine Wettkampfpause bekannt.

## Ergebnisse
(mit Natalja Sabijako)
GP: ISU-Grand-Prix-Serie; CS: ISU-Challenger-Serie
| Wettbewerb/Saison              | 2015–16       | 2016–17       | 2017–18       | 2018–19       | 2019–20       |
| International                  | International | International | International | International | International |
| ------------------------------ | ------------- | ------------- | ------------- | ------------- | ------------- |
| Olympische Winterspiele        |               |               | 7.            |               |               |
| Olympische Winterspiele / Team |               |               | 2.            |               |               |
| Weltmeisterschaften            |               | 12.           | 4.            | 3.            |               |
| Europameisterschaften          |               | 5.            | 3.            |               |               |
| GP Finale                      |               | 4.            |               | 4.            |               |
| GP Finnland                    |               |               |               | 1.            |               |
| GP NHK Trophy                  |               |               |               | 1.            |               |
| GP Rostelcom-Cup               | 5.            | 2.            |               |               |               |
| GP Skate America               |               |               | 4.            |               | WD            |
| GP Skate Canada                |               |               | 4.            |               |               |
| GP Trophée Eric Bompard        |               | 4.            |               |               | WD            |
| CS Golden Spin                 | 4.            |               | 1.            |               |               |
| CS Lombardia                   |               |               | 1.            | 1.            |               |
| CS Mordovian                   | 2.            |               |               |               |               |
| CS Nepela Trophy               |               | 3.            | 1.            |               |               |
| National                       |               |               |               |               |               |
| Russische Meisterschaften      | 5.            | 3.            | 3.            | 2.            |               |

(mit diverses Partnern, siehe Fußnoten)
GP: ISU-Grand-Prix-Serie; CS: ISU-Challenger-Serie; JGP: ISU-Junior-Grand-Prix-Serie
| Wettbewerb/Saison                  | 2005–06 1     | 2006–07 1     | 2007–08 2     | 2008–09 2     | 2009–10 2     | 2010–11 3     | 2011–12 3     | 2012–13 3     | 2013–14 3     | 2014–15 4     |
| International                      | International | International | International | International | International | International | International | International | International | International |
| ---------------------------------- | ------------- | ------------- | ------------- | ------------- | ------------- | ------------- | ------------- | ------------- | ------------- | ------------- |
| Weltmeisterschaften                |               |               |               | 24.           |               |               |               |               |               |               |
| Europameisterschaften              |               |               |               |               |               | 4.            |               |               |               |               |
| Universiade                        |               |               |               | 2.            |               |               |               |               |               |               |
| GP Rostelcom-Cup                   |               |               |               | 5.            |               | 4.            | 5.            |               |               | WD            |
| GP Skate Canada                    |               |               |               |               | 8.            |               |               | WD            |               |               |
| CS Lombardia                       |               |               |               |               |               |               |               |               | 3.            |               |
| International: Junioren            |               |               |               |               |               |               |               |               |               |               |
| Juniorenweltmeisterschaften        | 12.           |               |               |               |               |               |               |               |               |               |
| JGP Finale                         |               |               |               | WD            |               |               |               |               |               |               |
| JGP Norwegen                       |               | 8.            |               |               |               |               |               |               |               |               |
| JGP Tschechien                     |               |               |               | 3.            |               |               |               |               |               |               |
| JGP Weißrussland                   |               |               |               | 2.            | 6.            |               |               |               |               |               |
| National                           |               |               |               |               |               |               |               |               |               |               |
| Russische Meisterschaften          |               |               |               | 6.            | 5.            | 4.            | 4.            |               | 7.            | 6.            |
| Russische Junioren-Meisterschaften | 6.            | 6.            | 6.            |               |               |               |               |               |               |               |